# Provincia Oriental (Arabia Saudita)
La región Oriental (en árabe: الشرقية, Ash-Sharqiyah) es la más grande de las regiones de Arabia Saudita, situada al este de la nación en la costa del golfo Pérsico, limitando con Irak, Kuwait, Catar, Emiratos Árabes Unidos y Omán. Cuenta con un área superficial de 672 522 kilómetros cuadrados y una población de 4 105 780 habitantes (2010). Su capital es Dammam, con 744 321 habitantes, y su gobernador actual es el príncipe Saud bin Nayef.

## Ciudades principales
- Dammam
- Al-Hasa
- Khobar
- Dhahran
- Qatif
- Jubail
- Abqaiq
- Ras Tanura
- Udhailiyah
- Shayba in the Rub' al Khali
- Khafji
- Hafar Al-Batin